# SECOQC

SECOQC의 구조

SECOQC(Secure Communication based on Quantum Cryptography)는 양자암호를 개발하는 것을 목표로 하는 프로젝트이다. EU는 2004년, 본 프로젝트에 11,000,000유로를 첩보행위를 피하기 위한 수단으로서 투자했다. SECOQC의 진행자인 Christian Monyk는 오스트리아, 벨기에, 영국, 캐나다, 체코, 덴마크, 프랑스, 독일, 이탈리아, 러시아, 스웨덴, 스위스가 이 프로젝트에 참여할 것이라고 밝혔다.
2008년 10월 8일 SECOQC는 비엔나에서 시작되었다.

## 초기 양자암호의 한계
흔히 양자 키 분배방식(QKD)라고 알려진 양자암호는 강력한 보안을 제공한다. 하지만 몇 가지 문제점을 수반한다. 복제불가능의 원리에 따라서 QKD는 1:1 관계밖에 제공하지 못한다. 그래서 조합의 수는 N이 노드의 수를 의미할 때 N(N-1)/2로 내타난다. 만약 노드가 QKD네트워크에 참가하기를 원한다면 그것은 양자 통신 라인을 만드는 것 등의 문제점을 발생시킬 것이다. 이러한 한계점을 극복하기 위해 SECOQC가 시작되었다.

## SECOQC 네트워크의 구조
Trusted private network와 QBB(Quantum Back Bone)로 이루어진 양자 네트워크의 두 부분으로 나누어져 있다. QBB는 QBB간의 양자채널통신을 제공한다. QBB는 다른 각각의 QKD기기와 1:1관계로 연결된 다수의 QKD기기로 이루어져 있다.
이를 통하여 SECOQC는 QKD 네트워크에 새로운 엔드노드를 더 쉽게 등록할 수 있게 되었고 양자 채널 링크에의 위험으로부터 빨리 회복할 수 있게 되었다.

## 같이 보기
- 양자 암호

## 참조
- Andreas Poppe, Momtchil Peev, Oliver Maurhart, "Outline of the SECOQC Quantum-Key-Distribution Network in Vienna", Apr 2008,  International Journal of Quantum Information
- Dianati, M. Alleaume, R., "Transport Layer Protocols for the Secoqc Quantum Key Distribution (QKD) Network, Local Computer Networks", 2007. LCN 2007. 32nd IEEE Conference on

1. BBC
2. Yahoo news